# کریستوفر کریک (آریزونا)
کریستوفر کریک (به انگلیسی: Christopher Creek) یک منطقهٔ مسکونی در ایالات متحده آمریکا است که در شهرستان جیلا، آریزونا واقع شده‌است. کریستوفر کریک ۷٫۸۶ کیلومتر مربع مساحت و ۱۰٬۸۱۷ نفر جمعیت دارد و ۱٬۸۱۷ متر بالاتر از سطح دریا واقع شده‌است.